# De Bloem
De Bloem of De Blom is een stellingmolen in Amsterdam-West aan de Haarlemmerweg. De molen is ook bekend als de 400 Roe, naar de afstand van 400 roede vanaf de Haarlemmerpoort, dat is circa anderhalve kilometer.

## Geschiedenis
Deze molen uit 1768 stond tot 1878 op het bolwerk Rijkeroort, een van de bolwerken aan de (Buiten-)singelgracht, in het verlengde van de Bloemgracht. Zowel de molen als de Bloemgracht ontlenen hun naam aan de oude naam voor het bolwerk: "De Blom".
In verband met uitbreidingsplannen voor het Westerkerkhof kocht de Commissie tot het Bestuur over de Kerkgebouwen, Goederen, Fondsen en Inkomsten der Nederduitsche Hervormde Gemeente te Amsterdam in 1866 de molen van de toenmalige eigenaren Pieter en Hendrik Pouwels. Toen deze uitbreidingsplannen geen doorgang konden vinden vanwege nieuwe wetgeving, konden de vroegere eigenaren in 1870 De Bloem tegen een lage prijs terugkopen. Die lage prijs was verklaarbaar: de gemeente Amsterdam wilde de Marnixstraat aanleggen en de molen stond in de weg. In 1877 werd de molen daarom gesloopt en de onderdelen opgeslagen voor herbouw op de huidige locatie, toen nog in de gemeente Sloten (NH). Daar werd hij in 1878 opgebouwd zoals hij nu nog te zien is: met een stenen onderbouw van vier meter hoog, een onderachtkant en een bovenachtkant.
In 1921 werd Sloten bij Amsterdam gevoegd en stond De Bloem weer in Amsterdam. In 1927 kocht de gemeente de molen en verhuurde deze, aanvankelijk aan 'Ken Uzelve', sinds 1931 aan de firma Schuurman. Hendrik Schuurman moderniseerde de molen door er een elektrische maalstoel in te plaatsen, zodat er ook bij windstilte gemalen kon worden. Ook na de Tweede Wereldoorlog werd De Bloem nog gemoderniseerd. De molen bleef tot 1960 in bedrijf, ook al werd in de laatste jaren veelal elektrisch gemalen. Van 1963 tot begin jaren 70 werd de molen voor bezichtiging opengesteld en kon men in een horecagelegenheid onder in de molen iets gebruiken. In de molen was van 1967 tot 1998 een specerijenhandel ondergebracht, Schuurmans Specerijen, welk bedrijf in 1998 verhuisde naar een bedrijventerrein.
In de Nieuwjaarsnacht van 2014 liep de molen brandschade op, vermoedelijk veroorzaakt door vuurwerk.

## Inrichting
De Bloem is een zeer ruime molen met twee aangebouwde woningen, waarvan nog een in gebruik is. In de molen bevinden zich drie windgedreven koppels stenen: 1 koppel 17der blauwe stenen en 2 koppels 17der kunststenen. Verder zijn er een koekenbreker, een sleepluiwerk en een afschietwerk geplaatst. Ook liggen er de resten van een buil. Lager in de molen bevindt zich een maalstoel met twee mechanisch aangedreven koppels stenen, met daarnaast een mengketel.
De Bloem doet dienst als korenmolen, thans op vrijwillige basis. De molen is doorgaans niet voor het publiek toegankelijk, maar wordt bij speciale gelegenheden soms opengesteld.

## Foto's

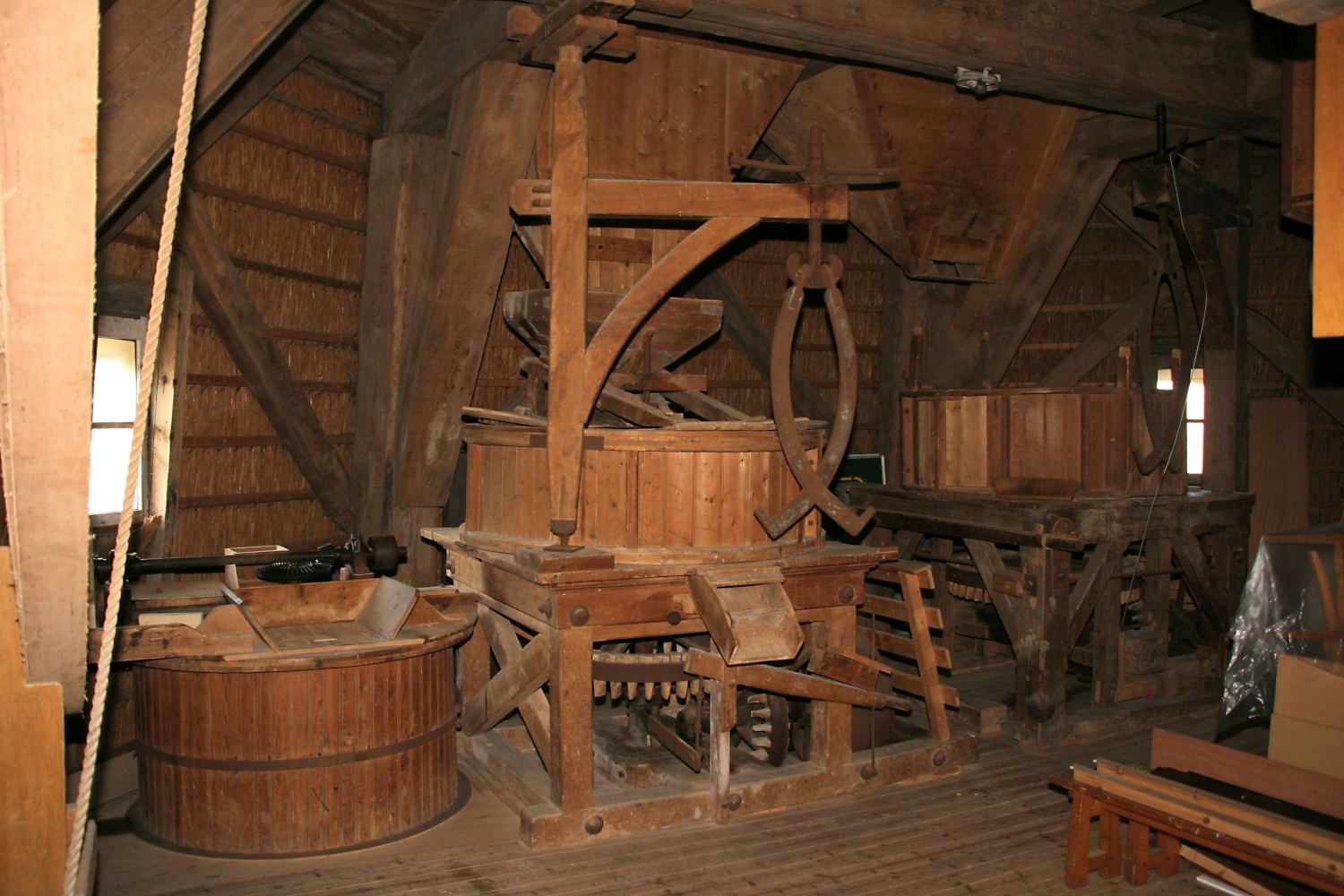
Mengketel en maalstoel
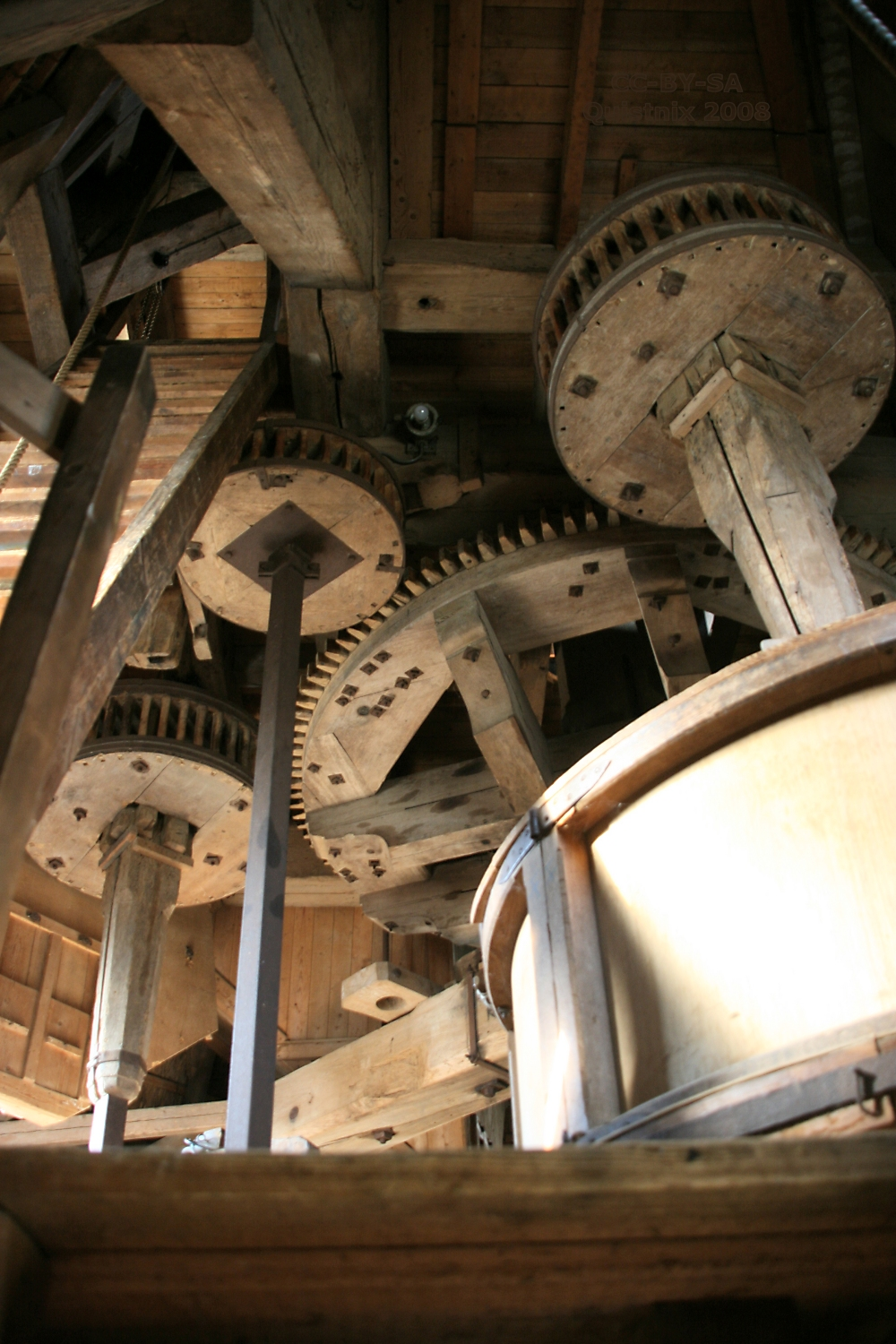
Steenzolder, gezien vanaf de trap
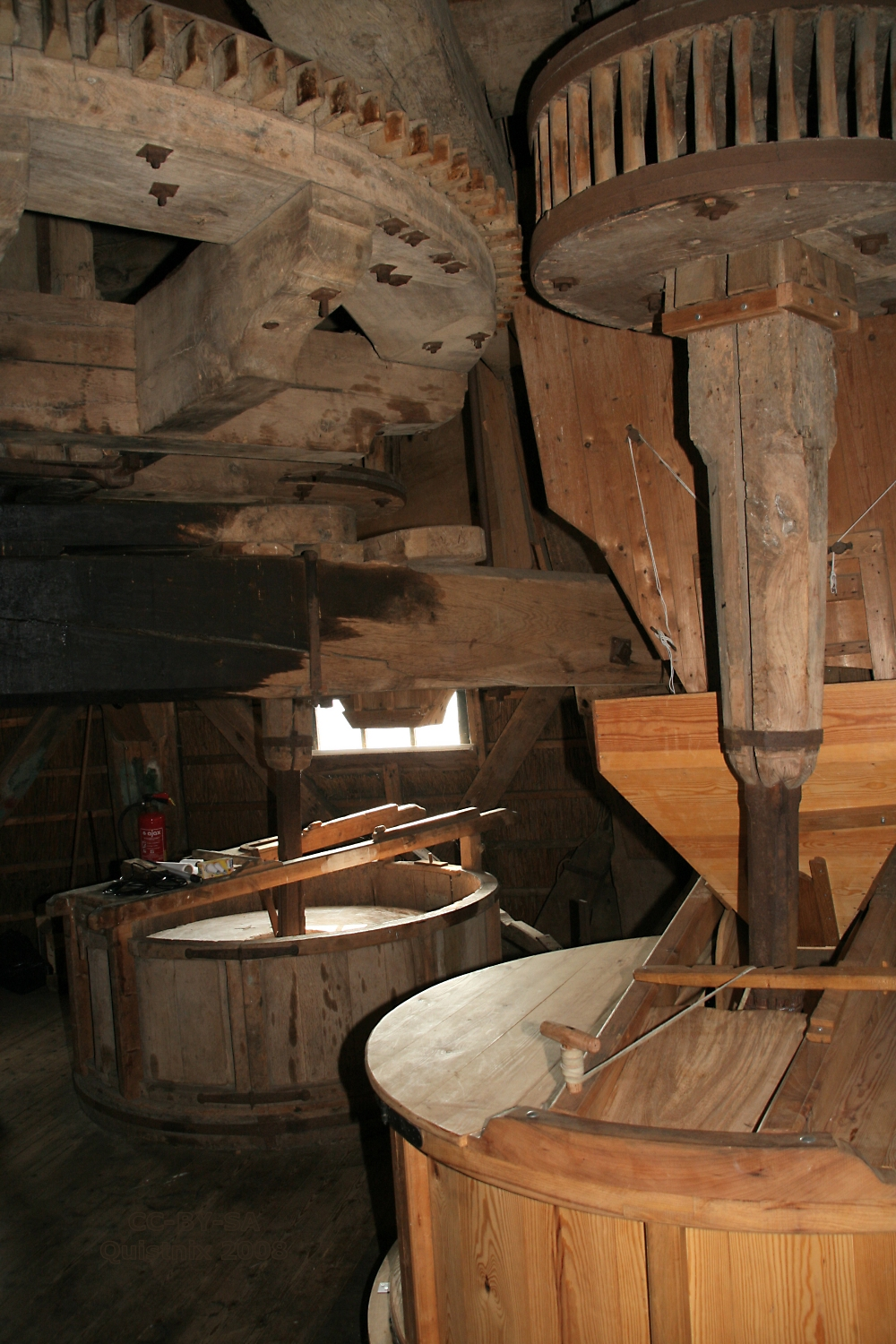
Steenzolder